# Saimiri sciureus
Saimiri sciureus là một loài động vật có vú trong họ Cebidae, bộ Linh trưởng. Loài này được Linnaeus mô tả năm 1758.

## Hình ảnh

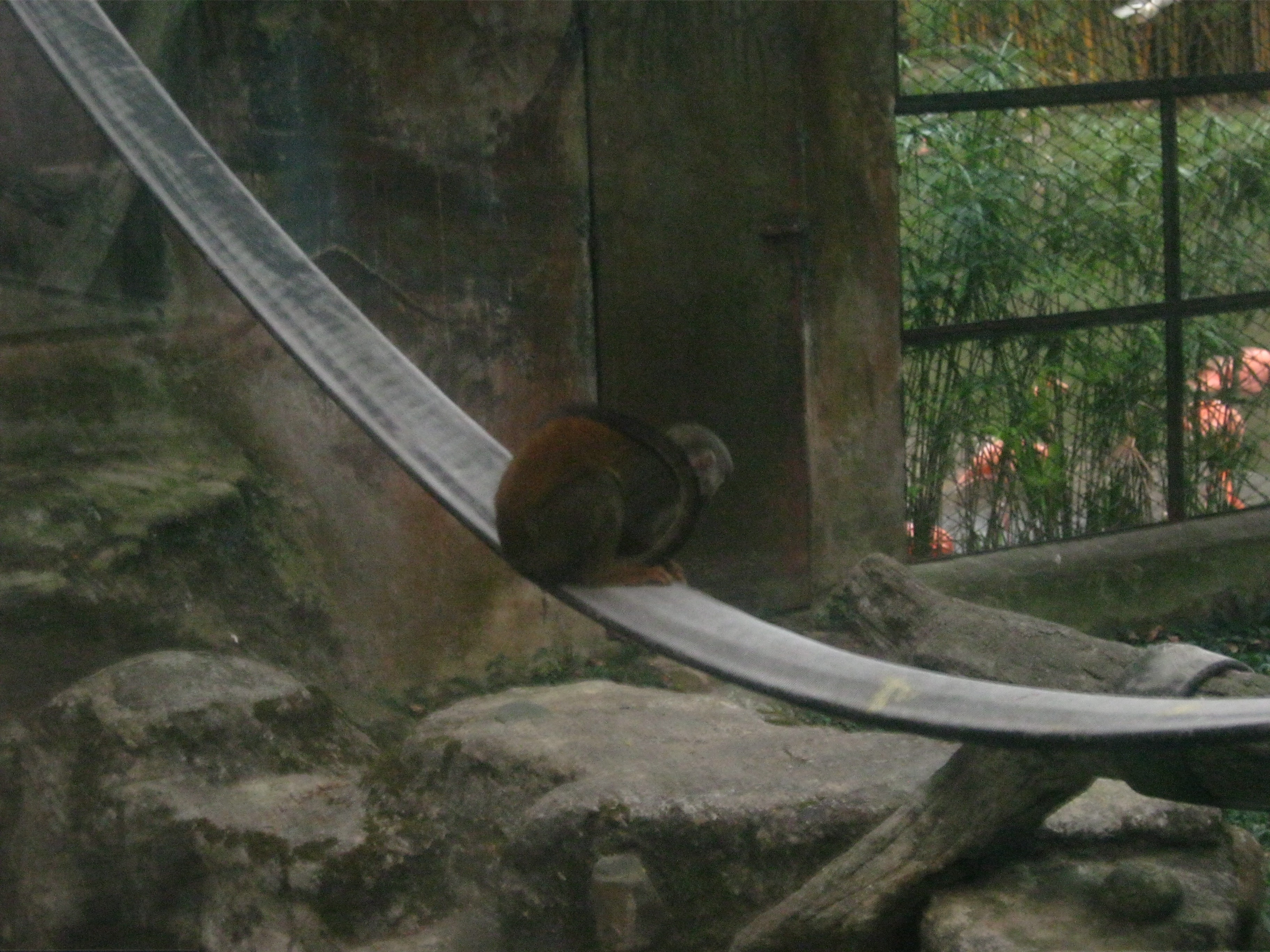
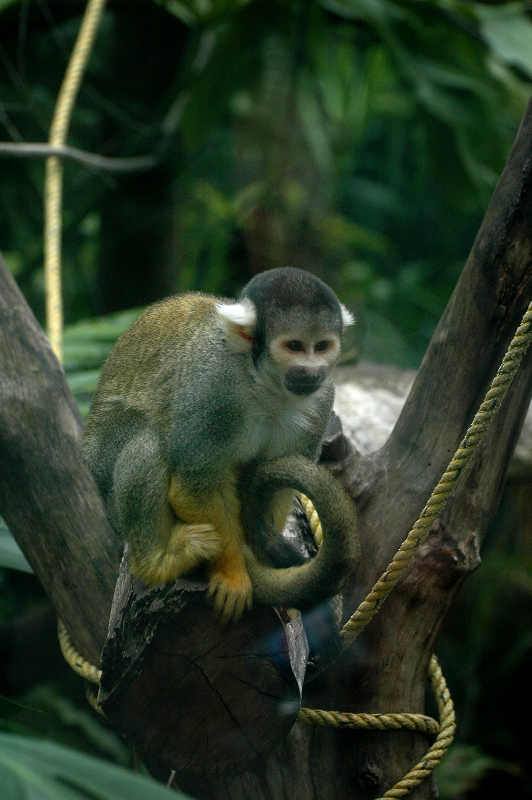
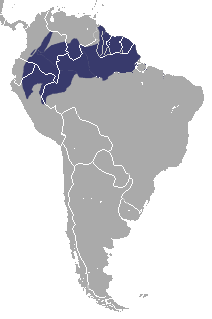